# Trioza drosopouli
Trioza drosopouli är en insektsart som beskrevs av Burckhardt och Lauterer 2006. Trioza drosopouli ingår i släktet Trioza och familjen spetsbladloppor. Inga underarter finns listade i Catalogue of Life.